# Selebi-Pikwe
Selebi-Pikwe – miasto we wschodniej Botswanie. Około 52 tys. mieszkańców. Czwarte co do wielkości miasto kraju. Ośrodek wydobycia rud miedzi, niklu; huta rud miedzi i niklu; elektrownia cieplna (60 MW); lotnisko.